# ジェイン・オースティン 秘められた恋
『ジェイン・オースティン 秘められた恋』（ジェイン・オースティン ひめられたこい、原題: Becoming Jane）は、2007年のイギリス映画。ジョン・スペンスの『Becoming Jane Austen』をもとに、作家ジェイン・オースティンの若き日を描いた伝記映画である。
日本ではワイズポリシー配給で公開予定だったが、同会社が2009年4月に破産手続きをしたため、ヘキサゴン・ピクチャーズ配給に変更された。

## キャスト
| 役名                     | 俳優                               | 日本語吹替 |
| ------------------------ | ---------------------------------- | ---------- |
| ジェイン・オースティン   | アン・ハサウェイ                   | 園崎未恵   |
| トム・ルフロイ           | ジェームズ・マカヴォイ             | 内田夕夜   |
| オースティン夫人         | ジュリー・ウォルターズ             | 久保田民絵 |
| オースティン牧師         | ジェームズ・クロムウェル           | 塾一久     |
| レディ・グレシャム       | マギー・スミス                     | 谷育子     |
| ウィスリー氏             | ローレンス・フォックス             | 斉藤次郎   |
| カサンドラ・オースティン | アンナ・マックスウェル・マーティン | 幸田夏穂   |
| ヘンリー・オースティン   | ジョー・アンダーソン               |            |